# Emily Herfoss
Emily Herfoss, née Roper le 24 juillet 1994 à Campbelltown, est une coureuse cycliste australienne.

## Vie privée
En 2019, elle se marie le pilote moto et cycliste Troy Herfoss, double vainqueur du championnat australien de Superbike et participant occasionnel au championnat du monde de Superbike.

## Palmarès sur route
- 2011
  -  Médaillée d'argent du championnat d'Océanie sur route juniors
  -  Médaillée d'argent de la course en ligne aux Jeux de la Jeunesse du Commonwealth
  -  Médaillée d'argent de la course en ligne par équipes aux Jeux de la Jeunesse du Commonwealth
  -  Médaillée de bronze du contre-la-montre par équipes aux Jeux de la Jeunesse du Commonwealth
- 2012
  -  Championne d'Australie sur route juniors
  -  Championne d'Australie du contre-la-montre juniors
  -  Médaillée d'argent du championnat d'Océanie du contre-la-montre juniors
  - 4e du championnat du monde du contre-la-montre juniors
  - 9e du championnat du monde sur route juniors
- 2013
  -  Championne d'Australie sur route espoirs
  -  Championne d'Australie du critérium espoirs
  - 9e du championnat d'Océanie du contre-la-montre
- 2014
  -  Championne d'Australie sur route espoirs
  -  Championne d'Australie du critérium espoirs
  - 2e du championnat d'Australie du contre-la-montre espoirs
  - 6e du championnat d'Océanie du contre-la-montre
- 2016
  -  Championne d'Australie du contre-la-montre espoirs
- 2017
  - 3e de la Battle Recharge
- 2018
  - Tour de Bright
  - 2e de la Battle Recharge
- 2019
  - Tour de Tweed
- 2020
  - 2e de la Race Torquay
  - 2e de la Battle Recharge
  - 3e du championnat d'Australie du contre-la-montre

### Classements mondiaux
| Année                                 | 2013 | 2014 | 2015 | 2016 | 2017 | 2018 | 2019 | 2020 | 2021 | 2022 |
| ------------------------------------- | ---- | ---- | ---- | ---- | ---- | ---- | ---- | ---- | ---- | ---- |
| Classement UCI                        | 291e | nc   | nc   | nc   | nc   | nc   | 156e | 71e  | nc   | 382e |
| UCI World Tour                        |      |      |      | nc   | nc   | nc   | nc   | 128e | nc   | nc   |
|                                       |      |      |      |      |      |      |      |      |      |      |
| Légende : nc = non classéSource : UCI |      |      |      |      |      |      |      |      |      |      |

## Palmarès sur piste

### Championnats du monde juniors
- Moscou 2011
  -  Championne du monde de poursuite par équipes juniors (avec Georgia Baker et Taylah Jennings)